# 翠楽苑
翠楽苑（すいらくえん）は、福島県白河市の南湖公園の一角にある回遊式庭園である。
1995年（平成7年）完成。設計施工は大林組で白河市都市整備公社が管理している。

## 概要

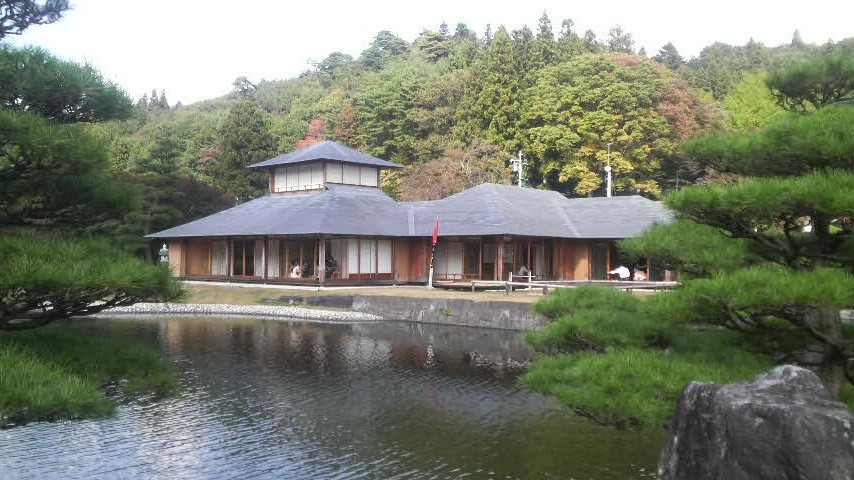
翠楽苑の池と松楽亭

松平定信の士民共楽の精神を受け継ぎ、日本の伝統文化の伝承と活動の拠点となるべき施設であることから、南湖の緑と湖水と水に通じる「翠」と定信の雅号楽翁の「楽」よりとって「翠楽苑」と名づけられた。
面積24,700m2、中央に池、周囲に遊歩道（1周約10分）を設けた日本庭園。
赤松、楓など59種約4,000本が植えられ季節の花々や紅葉などを楽しむことができる。
池に面した松楽亭と茶室秋水庵がある。松楽亭には呈茶券を購入すると入館でき、呈茶（抹茶と茶菓）を楽しむことができる。
地域の日本文化の伝承と活動の拠点となっていて、茶道の家元が主催する大茶会のほか、夜のイベントとして、8月の灯籠茶会、9月と10月には月見会が催される。

## 入園料
大人350円、小学生〜高校生170円。呈茶は別途600円。みどりの日は無料。
ただし、券売所で呈茶とセットで購入すると入園料と呈茶で大人850円、小学生〜高校生700円となる。
入園料のみ団体割引あり。

## 環境
鏡山の松林を背景にモミジやマツなどの樹木や山野草、友好都市である桑名市から寄贈されたハスやスイレンなどが植えられている。
園内の池にはニシキゴイのほかシジミも生息している。